# Kompensator synchroniczny

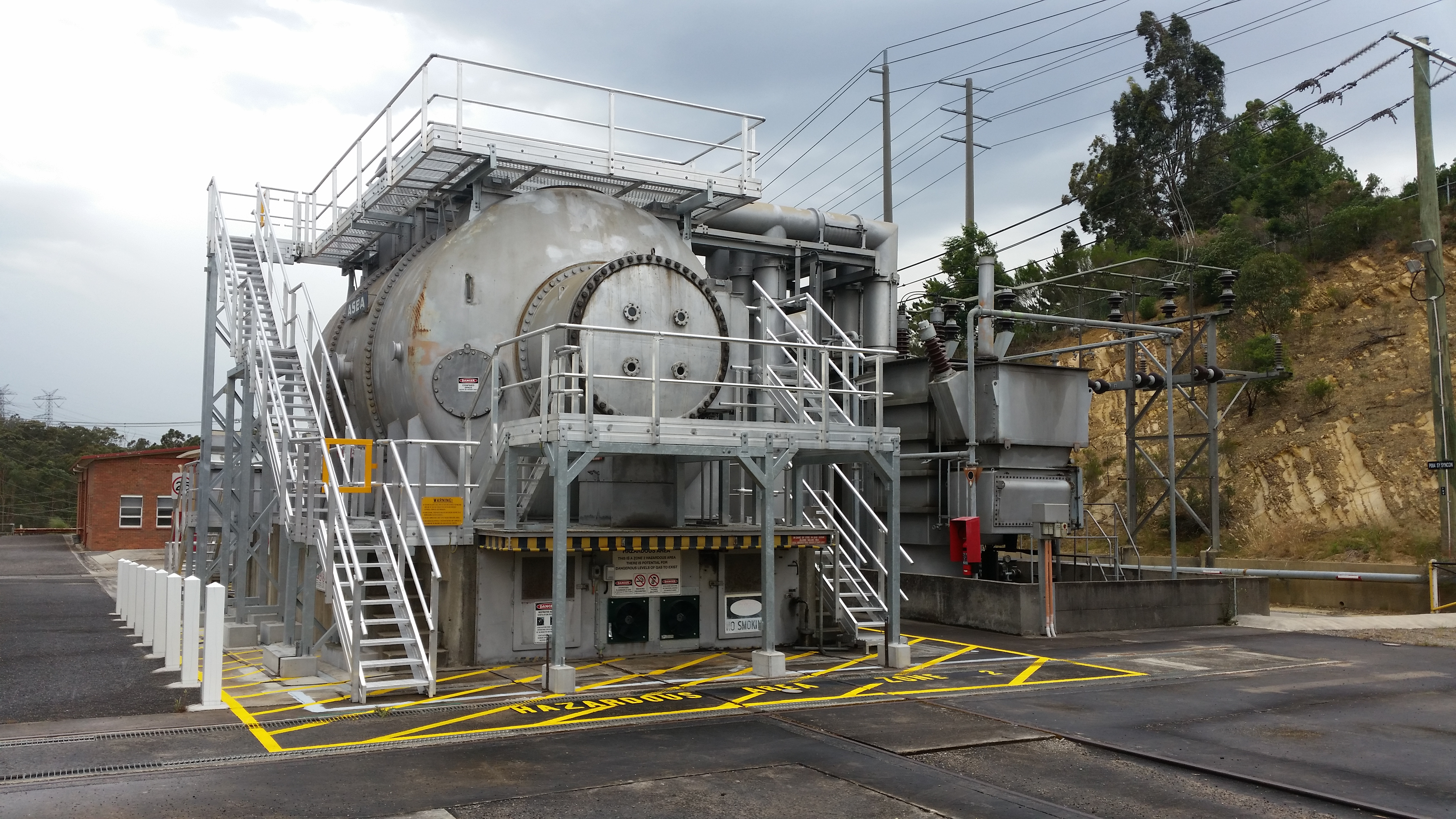
Kompensator synchroniczny

Kompensator synchroniczny – silnik synchroniczny lub generator synchroniczny pracujący bez obciążenia (na biegu jałowym), którego zadaniem jest kompensacja mocy biernej w systemie elektroenergetycznym. Regulacja współczynnika mocy odbywa się poprzez zmianę prądu wzbudzenia:
- w stanie niedowzbudzenia kompensator ma charakter odbiornika indukcyjnego
- w stanie przewzbudzenia charakter odbiornika pojemnościowego
- przy wzbudzeniu pośrednim charakter odbiornika rezystancyjnego